# Sonja Tirkkonen-Condit
Sonja Tirkkonen-Condit (* 1940 in Varkaus) ist eine finnische Übersetzungswissenschaftlerin. Sie lehrte bis zu ihrer Emeritierung im August 2007 als Professorin an der Universität Joensuu am Institut für Interkulturelle Kommunikation in Savonlinna. Ihre Forschungen konzentrieren sich auf empirische Untersuchungen zu translationsspezifischen Problematiken und vergleichende Textanalysen.

## Leben
Nachdem sie 1970 einen Master of Sciences in Economics an der Handelshochschule Helsinki (Helsinki School of Economics) erworben hatte, begann sie nach einer kurzen Tätigkeit als Übersetzerin am finnischen Ministerium für Bildung und Kultur als Hochschullehrerin in Savonlinna zu arbeiten. Zum Ausbau ihrer translationswissenschaftlichen Kenntnisse entschied sie sich 1979 für ein Studium der Applied Linguistics an der Universität Essex, das sie mit Auszeichnung (First Class Honours Degree) abschloss. Nach ihrer Rückkehr nach Savonlinna begann sie im Rahmen einer Förderungsmaßnahme der Akademie von Finnland an ihrer Lizentiatsarbeit zur Qualitätsbewertung von Übersetzungen zu arbeiten. Darauf folgte 1985 ihre Dissertation über den strukturellen Aufbau und die Übersetzung zweier ausgewählter argumentativer Texttypen. Ihre Analysen konzentrierten sich dabei unter anderem auf strukturelle Aspekte wie illokutionäre Faktoren, superstrukturelle Besonderheiten oder texttypenspezifische Übersetzungsprobleme argumentativer Texte. 1993 wurde sie als Professor of theory of language and translation berufen. Im Anschluss an ihre Emeritierung 2007 führte sie weiterhin eigenständige Forschungen mit empirischen und interkulturellen Schwerpunkten fort. 
Mit ihrem Werk hat sie die Erforschung von Regelmäßigkeiten im Übersetzungsprozess entscheidend mitgeprägt und Ansatzpunkte für Nachfolgeuntersuchungen aufgeworfen.

## Forschungen

### Unique Items
Kerngedanke ihrer zu den Universalienhypothesen gehörenden Unikat-Hypothese sind unikale Elemente (unique items) der Ausgangssprache, die keine direkte Entsprechung in der Zielsprache haben. Darunter fallen laut Tirkkonen-Condit bestimmte semantische Merkmale lexikalisierende finnische Modalverben wie uskaltaa 'hat genug Mut für tun' oder klitische Partikel wie –kin ‚auch‘. Kujamaki (2004) verweist in diesem Zusammenhang auf finnische Ausdrücke wie keli ‚Zustand der Wege, Witterung‘, denen je nach Sprechsituation unterschiedliche semantische Eigenschaften zugewiesen werden.
Ihre Übersetzung dieser Elemente in Zielsprachen ist aufgrund der durch unterschiedliche Kulturkonzepte bedingten semantischen Leerstellen (Darbelnet/Vinay 1995) größtenteils nur über nicht-wörtliche Übersetzungsverfahren möglich.
Tirkkonen-Condit stellte fest, dass übersetzte Texte im Durchschnitt weniger unikale Elemente aufweisen als Nichtübersetzungen derselben Sprache. Hintergrund ist das Fehlen bestimmter sprachlicher Stimuli im Ausgangstext, die dem Übersetzer für gewöhnlich mentalen Zugriff auf das unikale Element erlauben.

#### Diskussion
Weitere empirische Untersuchungen von Tirkkonen-Condit (2002) lassen auf einen engen Zusammenhang zwischen dem Vorhandensein von unique items und der Authentizität eines Textes schließen. Testpersonen mit übersetzungsspezifischem Hintergrund waren beim Lesen finnischer Texte umso mehr überzeugt, dass es sich bei diesen um Übersetzung handelt, je weniger unikale Elemente sie aufwiesen.
Syntaxkonzentrierte Untersuchungen Eskolas (2004) für die Repräsentation finnisch spezifischer nonfiniter Verbformen in englischen und russischen Übersetzungen bestätigen die Ergebnisse von Tirkkonen-Condit. Auch Mauranen (2000) kommt für das hochgradig spezifische finnische Adverb toisaalta ‚andererseits‘ zum gleichen Schluss.
Für die durch Sprachkontakt bedingte Unterrepräsentation sprachlicher Elemente ist gemäß Studienanalysen von Kolehmainen (2013) ein vergleichbares Phänomen feststellbar: Fehlt in den Kontaktsprachen eine gemeinsame Entsprechung für eine sprachliche Eigenschaft, so ist tendenziell ein stärkerer Abbau als bei anderen Ausdrücken beobachtbar. Gleichzeitig bemerkt Kolehmainen jedoch, dass sich die Unikat-Hypothese eher auf Texte temporärer Natur beziehen, jedoch nicht dauerhafte Veränderungen in der Zielsprache hervorrufen.
Chesterman (2007) hingegen bemängelt die terminologische Genauigkeit des Begriffs unique und betont, dass das Phänomen längst nicht translationsspezifisch, sondern auch beim Vermeiden schwieriger Sprachstrukturen Fremdsprachenerwerb anwendbar sei.
Nachfolgeuntersuchungen von Tirkkonen-Condit und Mäkisolaa (2007) haben überdies die Abhängigkeit der Unikat-Hypothese von Textsorten herausgestellt. So treten im Kontrast zu Tirkkonen-Condits vorherigen Feststellungen klitische Partikel in finnischen Untertitelübersetzungen besonders zahlreich auf, da technische Rahmenbedingungen einen besonders knappen Textcharakter erfordern.

## Aufsätze, Herausgeberschaften und Publikationen (Auswahl)
- Sonja Tirkkonen-Condit (Hrsg.): Empirical Research in Intercultural and Translation Studies. Selected Papers of the TRANSIF Seminar, Tübingen: Narr 1991.

- Sonja Tirkkonen-Condit, Riitta Jääskeläinen (Hrsg.): Tapping and Mapping the Processes of Translation and Interpreting. John Benjamins B.V., Amsterdam/Philadelphia 2011.

- Sonja Tirkkonen-Condit (2002): „Translationese — a myth or an empirical fact? A study into the linguistic identifiability of translated language.“ Target 14 (2), 207–220.